# 宮藤あどね
宮藤 あどね（くどう あどね、1994年12月6日 - ）は、日本の女優、タレント、実業家。

## 略歴
2015年7月に、avex Idolstreet クリエイター女子メンバーにオーディション選出される。girls streetメンバー及びローラなど多数の芸能人撮影。
翌年、セルフプロデュースを本格化。『週刊ヤングサンデー』主催の小学館「ミスビジュアルウェブS」グランプリ2017受賞。2代目ビジュアルクィーンに選出。
同年に北海道富良野市で行われた倉本聰の演劇人を作るプロジェクトに参加し、女優業を本格的にスタート。
2018年1月に初のイメージDVDとなる『シャッターチャンス』を発売。発足したてのDVDメーカーkenworldよりリリース。DMM日間アイドル売り上げランキング1位を獲得。初回限定版は売り切れ。発売日にはYahoo!急上昇ワードにあがる。
2019年2月には、参加型写真展イベント「sensation」を開催した。出演モデルは、インフルエンサーのフォロワー100万人を超え、SHOWROOMオーディションや、クラウドファンディングなどの企画も取り入れた写真展を開催し、実業家・プロデューサーとしての手腕を発揮。
2020年には『カイジ ファイナルゲーム』に出演、『志村でナイト』最終回に（フジテレビ）でゲストヒロインを演じた。

## 人物
撮影会スタジオのスカウトの際に写真を撮ることだけが写真との関わり方ではないという担当者に力説されたことと、スランプを感じていたことで出演を決めたことが、芸能界入りのきっかけだったという。
読書と映画が好きで、好きな作家は三島由紀夫と村上龍で、好きな映画は『ガンジー』。

## 作品

### イメージビデオ
- シャッターチャンス（2018年1月19日、outvision）
- phosphorescence （2020年3月、outvision）
- heroine （2021年5月、竹書房）

### デジタル写真集・書籍
セルフプロデュース写真集（合同会社Astory 出版）
1. 1st「Astory」(2021年2月)
2. 2nd「I'm here…」(2021年5月)
3. 3rd「Roots」(2021年9月)
4. 4th「Mermaid」(2021年10月)
5. （フォトエッセイ）5th「Platonic」(2022年1月)
6. 6th「muse」(2022年3月)
7. 7th「heaven」(2022年7月)
8. 8th（不明）
9. 9th「brilliant」(2022年10月)
10. 10th「aria」(2023年3月)
11. 11th「letters」(2024年7月)

その他
1. 山岸伸デジタル写真館 「宮藤あどねデジタル写真集」(2021年10月、ジーオーティー)

## 出演

### テレビ
- フジテレビ めざましテレビ (2016年9月) Miss World ドキュメンタリー取材
- TBS ビビット (2016年9月) Miss World 2016 インタビュー
- TBS「土曜☆ブレイク」その他の人に会ってみた！出演
- フジテレビ 志村でナイト 大悟の恋 ヒロイン
- 日本テレビ ネタドラ〜漫才・コントを原作にドラマ化〜 ロッチ 中岡創一 コントドラマ 看護師細野役
- NHK ドラマ カンパニー〜逆転のスワン〜
- TBS ドラマ インフォーマ アイドル役
- 日本テレビ THE突破ファイル新人婦人警官 本人役
- テレビ東京 私をサウナに連れて行って
- チバテレビ 3minutes
- abemaTV ヒロミと指原の恋の世話始めました
- abemaTV プロフェッショナル修斗イメージガール解説席・レギュラー（2022年3月 - ）

### 雑誌
- 光文社 FLASH グラビア(2016年9月)
- 幻冬舎 デジタルフォトテクニック(2018年1月)
- 講談社 FRIDAY グラビア
- Pen 2018年バズる美女特集 (2018年1月)
- 小学館ポストセブン (2018年1月)
- 小学館ビジュアルWEB ＂S＂
- Soup. メガネファッショングラビア

### 映画
- サイボーグ美少女 マニーン・ルーン（2018年7月13日[3]、ZENピクチャーズ）ヒロイン 新城まり/マニーン・ルーン役
- カイジファイナルゲーム 帝愛ガール（2020年1月10日 東映系映画館にて全国ロードショー）
- 貞子の逆襲 主演 amazon prime放映　(2021年12月 - )

ボストンの鉄爪
- 園子温監督 Netflix 愛なき森で叫べ
- 映画 「異物」 世界 20 ヵ国の映画祭で 70 以上の映画祭に受賞 11 以上のグランプリ デンマーク Luminous flames festival キャスト全員が最優秀キャスト賞が受賞
- 映画 音符風 主演 風子 amazon prime にて配信
- 園子温 監督作品 ハリウッド進出作品 プリズナーズゴーストランド ゲイシャ 声優として

### 舞台
- 2017年倉本聰 富良野グループ主催 演劇人を作るプロジェクト　富良野演劇劇場
- 2018年MICOSHI COMPLEX 主催 舞台 「覆面2018」再演バージョン 主演 枯枝由実 役
- 2019年The Great gatsby in TOKYO 青山DDDシアター　マートル役
- 2019年友池脚本演出　キタナイ涙　カレン役　ヒロイン　新宿STAR LIGHTシアター
- 2019年平熱38度舞台アシュラ　主演 月舘紗希/虹村博士　ワイサールシアター
- 2021年石田衣良原作　中目黒キンケロシアターlast&SEX 「蝶を結ぶ」ヒロイン　森雪役
- 2021年大川企画　下北沢B1劇場「ラブワクチン」　セイラ役

### 広告
- 資生堂 THEGINZA 浴衣ヘア カタログ
- RIZAP EXPA TVコマーシャル　モデル
- all saints 日本版・英国通販カタログモデル

### ミュージック・ビデオ
- 水曜日のカンパネラ チャイコフスキー<Interlude -ラモス->